# Sapekhburto K'lubi Telavi
La Sapekhburto K'lubi Telavi (in georgiano საფეხბურთო კლუბი თელავი?), meglio nota come Telavi è una società calcistica georgiana con sede nella città di Telavi. Milita nella Erovnuli Liga, la massima divisione del campionato georgiano.

## Storia
Il club è stato fondato nel 2016 dagli ex calciatori Irakli Vashakidze, Soso Grishikashvili e Aleksandr Amisulashvili.
Nella sua prima stagione viene iscritto in Regionuli Liga, dove otterrà la promozione in terza serie. L'anno dopo chiuse al secondo posto nel gruppo bianco, ma perse i play-off promozione contro il Guria Lanchkhuti con un risultato complessivo di 3-2.
Nel 2018 il Telavi ha preso parte alla Erovnuli Liga 2, terminando al quinto posto. In Coppa di Georgia il Telavi, dopo aver eliminato quattro squadre, tra cui il Dila Gori, è stato eliminato in semifinale per mano della T'orp'edo Kutaisi, futuro vincitore del torneo.
L'anno successivo la squadra si qualifica per i play-off promozione, e, dopo aver battuto il Rustavi per 2-1 all'andata e 1-0 al ritorno, ottiene una storica promozione in Erovnuli Liga. Dopo 12 anni di assenza, la capitale della Cachezia ha di nuovo una squadra in massima serie.
A seguito di questa promozione, nove nuovi giocatori, tra cui quattro stranieri, hanno rafforzato la rosa per la stagione 2020. Durante la sua prima stagione nella massima serie, il club è stato ampiamente elogiato per le buone prestazioni. Dopo aver perso solo due partite su 18, il Telavi ha terminato il campionato al sesto posto.

## Palmarès

### Altri piazzamenti
- Coppa di Georgia:

Semifinalista: 2018